# Prix du roman d'amour
Le Prix du roman d'amour ou "Prix Guanahani du roman d'amour" est un prix littéraire attribué par un grand hôtel, le Guanahani de l'île Saint-Barthélemy.
Il est, avec le Prix "Le Prince-Maurice" du roman d'amour de l'Ile Maurice, l'un des deux prix récompensant les qualités d'écriture et la sensibilité d'un roman d'amour.
Au lauréat du prix est offert une semaine tous frais payés "avec la personne de son choix" dans ce palace des Caraïbes.
Le jury était présidé en 2007 par Patrick Poivre d'Arvor, avec pour votants
Albert Algoud, Philippe Besson, France Cavalié, Sophie Fontanel,
Serge Hefez, Ollivier Pourriol et Catherine Siguret, vice-présidente.

## Les lauréats
- 2007 : Hervé Le Tellier, pour Je m'attache très facilement, Mille et une nuits.